# Lista Serba per il Kosovo e Metochia
La Lista Serba per il Kosovo e Metochia (in serbo Српска листа за Косово и Метохију?, Srpska lista za Kosovo i Metohiju; acronimo SLKM) è stato un partito politico del Kosovo, rappresentativo della comunità dei serbi del Kosovo. Alle elezioni parlamentari in Kosovo del 2004, il partito ha ottenuto lo 0.2% del voto e 8 seggi dei 10 seggi riservati alla comunità serba, sui 120 del Parlamento del Kosovo. Il partito ha da allora boicottato le istituzioni del Kosovo e non ha mai occupato i propri seggi nell'assemblea.